# Нангапарбат
На́нга-Па́рбат (санскр. гола гора), також Діамір (санскр. король гір) — гора у західній частині Гімалаїв у контрольованому Пакистаном Кашмірі, дев'ята за висотою вершина світу.

## Загальний опис
Район Нанга-Парбат — це північно-західний край Західних Гімалаїв, розташований між річками Інд і Астор. У власне хребті масиву розташовані вершини: пік Рупал (7000 м), Нанга-Парбат (8126 м), Ракіот-пік (7062 м) і Чонгра-пік (6820 м). На північний захід із хребта стікають льодовики: Діамір, Ракіот, Булдар; на схід і південний схід — Хонгра, Таршинг, Рупал, Рама.
Основою гори є довгий кряж, що простягається з південного заходу на північний схід. Він має три схили: Рупал (південь, південний схід), Рахіот (північ) і Діамір (захід). Рупальська стіна є найвищою стіною у світі (її висота становить 4,5 км).
Сніжні схили масиву і потужне заледеніння живлять притоки Інду — Астор, Булдар, Ракиот, Патро, Діамір, Рупал і ін.

## Історія сходжень
Першу спробу підкорення 1895 року зробив найкращий альпініст Великої Британії свого часу Альберт Фредерік Маммері. Це була перша в історії альпінізму спроба сходження на восьмитисячник. Він став першою жертвою Нанга-Парбат, досягнувши висоти близько 6400 метрів, а потім, мабуть, потрапивши разом зі своїми супутниками в лавину на льодовику Діама (на західному схилі гори).

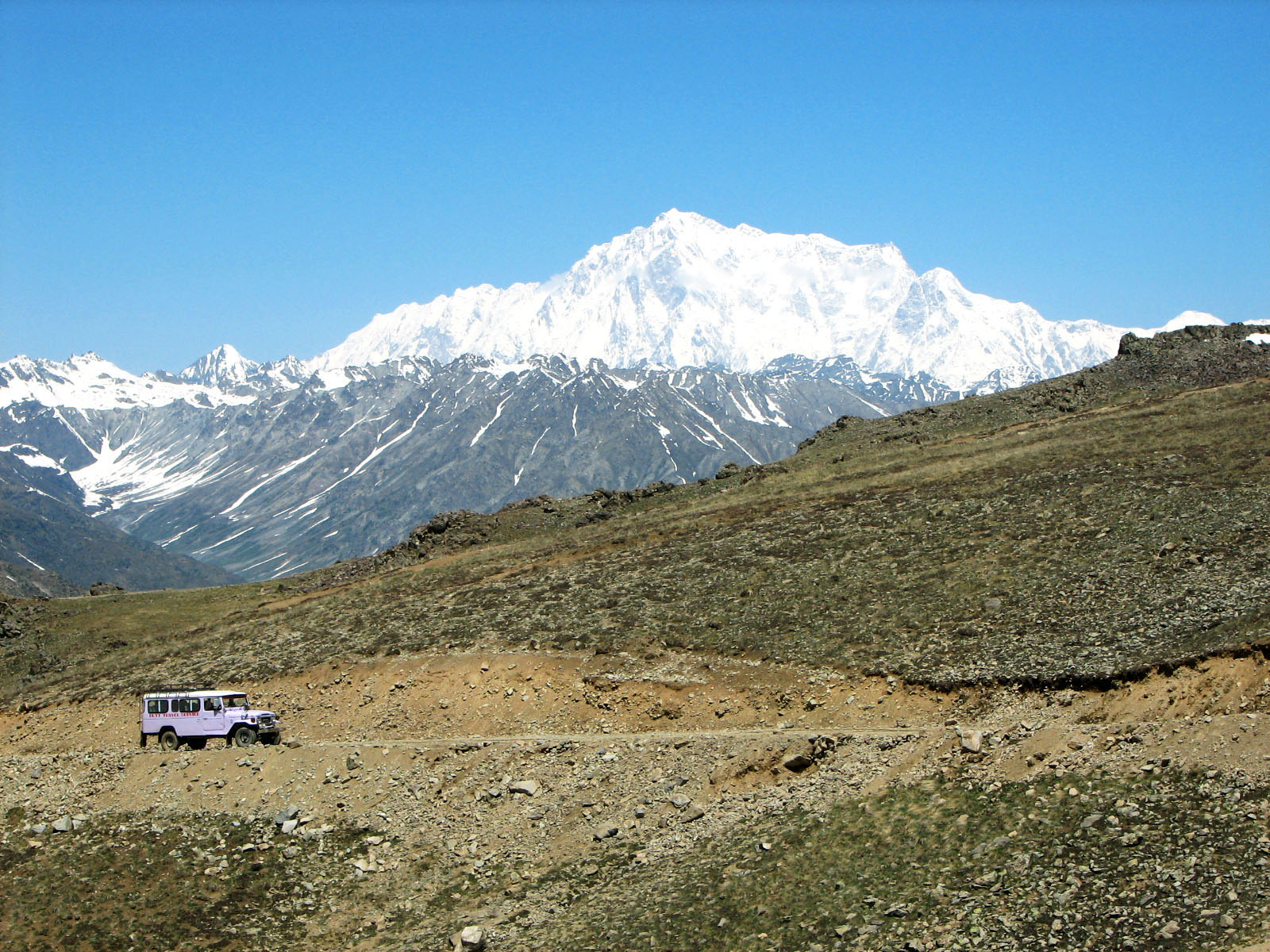
Нанга Парбат з парку Деосаї

1932 року німецько-американська експедиція, якою керував Віллі Меркль, знайшла технічно доступний маршрут сходження з півночі, з боку льодовика Ракхіот, і піднялася ним до висоти 7000 м. 1934 року нова німецька експедиція під керівництвом Меркля, бажаючи завершити розпочату справу, знов штурмувала гору тим же маршрутом. Передова група піднялася до висоти 7850 м. Під час спуску від виснаження й обморожень загинуло дев'ятеро членів експедиції, включаючи самого Меркля й шерпів. 1938 року сталася нова трагедія: уночі лавина накрила табір чергової німецької експедиції. Загинуло 16 чоловік — семеро альпіністів і дев'ятеро шерпів — усі, хто перебував у таборі на той час. 1939 року німецько-австрійська група, у складі якої були Генріх Харрер і Петер Ауфшнайтер, піднялася із заходу маршрутом Маммері до висоти 6100 метрів. Наприкінці 1950 року декілька англійських альпіністів роблять відчайдушну спробу піднятися з боку Ракхіот (по маршруту німецьких експедицій), двоє з них зникли безвісти на висоті близько 5500 метрів. У цій експедиції брав участь і майбутній підкорювач Джомолунгми Тенцинґ Норгей.
Перше успішне сходження здійснив Герман Буль 3 липня 1953 року — член німецько-австрійської експедиції під керівництвом Герліґкоффера. Це був епізод, що не мав до того часу аналогів в історії підкорення восьмитисячників: Буль досяг вершини наодинці з табору, розташованого на висоті лише 6900 метрів, дорогою назад йому довелося ночувати просто неба на висоті близько 8000 метрів, оскільки світлого часу не вистачило для спуску в штурмовий табір.
Друге успішне сходження здійснили із заходу (шляхом Маммері) 1962 р. троє учасників чергової німецької експедиції під керівництвом Герліґкоффера.
1970 року нова експедиція Герліґкоффера підкорила південну (Рупальську) стіну. На вершину піднялися чотири учасники експедиції, зокрема Райнхольд Месснер і його молодший брат Гюнтер, який загинув під час спуску в льодовому обвалі. Після повернення до Європи ця експедиція стала об'єктом численних скандалів і, в першу чергу, суду між Месснером і Герліґкоффером.
1971 року сходження класичним (Ракхіотським) маршрутом здійснила чехословацька експедиція.
1976 року австрійська команда вперше пройшла південно-східний гребінь вершини.
1978 року Райнгольд Месснер здійснив перше сходження соло з базового табору до вершини.
1984 року на вершину Нанга-Парбат вперше піднялася жінка — це була француженка Ліліан Беррард у парі зі своїм чоловіком Морісом Беррардом.
Серед подальших подій слід виділити сходження групи Єжи Кукучки 1985 року. Група пройшла складний маршрут південно-східним бастіоном по правій стороні Рупальської стіни.
Останнім часом кілька відомих альпіністів здійснювали спроби швидкого проходження Рупальської стіни.
Одна з гучних спроб сталася в серпні 2005 року, коли словенського альпініста Томаса Хумара було знайдено живим за допомогою військового пакистанського вертольота після 6 днів, які він провів на вузькій полиці на висоті 5900 м. Це була одна з небагатьох успішних рятувальних операцій на таких великих висотах.
У вересні того ж року Вінс Андерсон і Стів Хауз здійснили швидкісне сходження по стіні, яке отримало високу оцінку альпіністської громадськості.
У ніч проти 23 червня 2013 року близько двадцяти бойовиків, вдягнених у форму місцевих військових, напали на базовий табір з альпіністами. Внаслідок нападу загинуло троє українців (Дмитро Коняєв, Бадаві Кашаєв, Ігор Свергун), двоє словаків, троє китайців (один з них мав друге, американське, громадянство), литовець та місцевий гід, і ще одного альпініста було поранено. Відповідальність за теракт взяло на себе місцеве відділення Талібану. Експедиція почалася 6 червня, планувалося, що вона триватиме до 18 липня. Це сходження альпіністи планували присвятити 70-річчю визволення Харкова від німецьких військ (святкується 23 серпня).

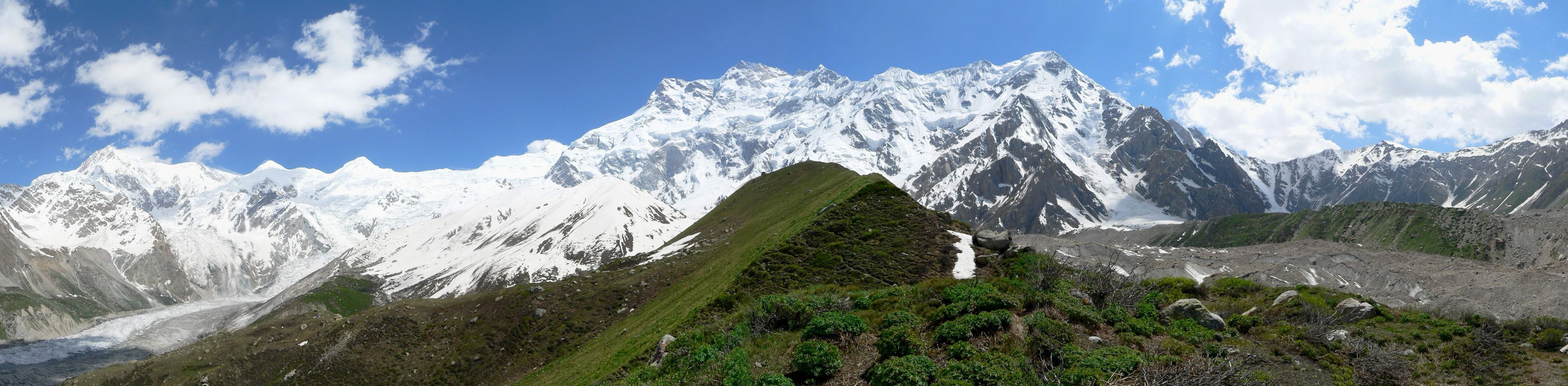
Вигляд Нанга-Парбат із табору

Трагічна подія трапилася у січні 2018 року з двома альпіністами: француженкою Елізабет Револь і поляком Томашем Мацкевичем. 25 січня Елізабет стала другою жінкою в історії альпінізму, якій вдалося підкорити цю вершину. Під час спуску її напарник захворів, у нього почалося кисневе голодування. Елізабет Револь була змушена залишити Мацкевича на висоті 7200 метрів, частину дороги вона подолала самотужки. Її врятувала команда польських альпіністів, які у той час перебували на горі К2, за 200 кілометрів від Нангапарбату. Денис Урубко, Адам Білецький, Пйотр Томала та Ярослав Ботор облишили спланований підйом і організували рятувальну операцію. Пакистанський військовий вертоліт зробив посадку на висоті 4800 метрів, потім команда розшукала французьку альпіністку і спустила її до базового табору.